# 83 (číslo)
Osmdesát tři je přirozené číslo. Následuje po číslu osmdesát dva a předchází číslu osmdesát čtyři. Řadová číslovka je osmdesátý třetí nebo třiaosmdesátý. Římskými číslicemi se zapisuje LXXXIII.

## Matematika
Osmdesát tři je
- deváté prvočíslo Sophie Germainové
- nepříznivé číslo
- v desítkové soustavě nešťastné číslo

## Chemie
- 83 je atomové číslo bismutu; stabilní izotop s tímto neutronovým číslem má 7 prvků (xenon, baryum, lanthan, cer, praseodym, neodym, samarium); a nukleonové číslo čtvrtého nejběžnějšího izotopu kryptonu[1]

## Roky
- 83
- 83 př. n. l.